# Demoniac
Demoniac war eine neuseeländische Black-Metal-Band, die später zum Power Metal tendierte. Die Gruppe zog später kollektiv nach London und löste sich 1999 auf. Teile der Gruppe gründeten im gleichen Jahr DragonForce.

## Bandgeschichte
Demoniac wurde 1996 in Auckland, Neuseeland, gegründet. Der Teenager Sam „Heimdall“ Totman lernte Lindsay „Behemoth“ Dawson kennen, der mit ihm eine Band gründen wollte. Nachdem zunächst Mark „Adramolech“ Hamill der Sänger der Gruppe war, wechselte dieser ans Schlagzeug. Nachdem Demoniac ein Rehearsal und ein Demo eingespielt hatte, folgte 1993 die erste Single Moonblood auf United Blasphemy Records. Die Single sorgte dafür, dass Demoniac einen Vertrag bei Evil Omen Records (einem Sublabel von Osmose Productions) unterschreiben konnte. Das Debütalbum Prepare for War erschien 1994. Das Album enthielt eine Coverversion von Bathorys The Return of the Darkness and Evil. Das Debütalbum ist stark vom skandinavischen Black Metal beeinflusst, hat aber auch schnellere, chaotischere Passagen, die an den War Black Metal erinnern, sowie einige atmosphärische Keyboard-Passagen.
1996 erschien das Album Stormblade, das musikalisch eher dem Power Metal zuzuordnen ist, obwohl der Gesang immer noch guttural erfolgte. Die Gruppe löste sich ebenfalls vom Black-Metal-Image und setzte eher auf Rock-’n’-Roll- und Fantasy-Klischees. Das Cover-Artwork wurde von Jean Pascal Fournier gezeichnet.

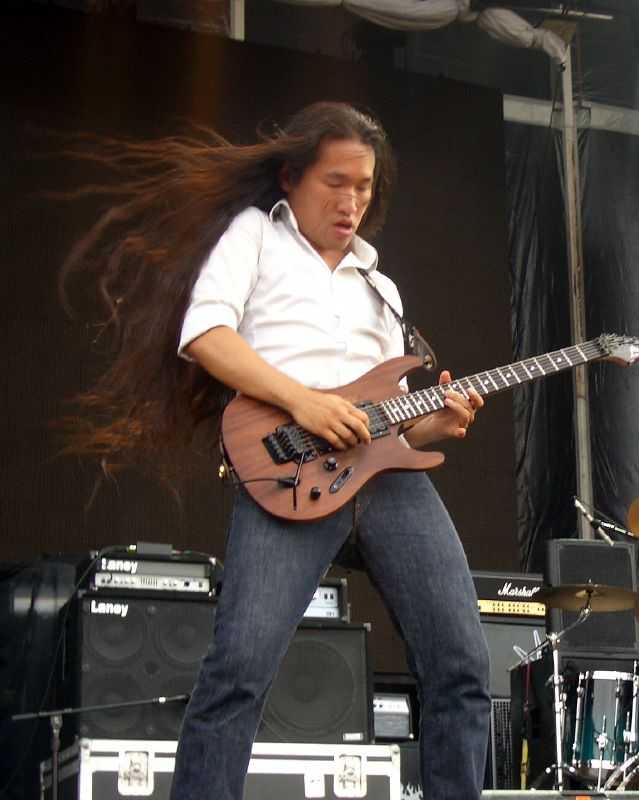
Herman Li stieß 1998 zur Band

Nach der Veröffentlichung entschließt Demoniac nach London umzuziehen. Da Mark „Adramolech“ Hamills Zweitband Head Like a Hole in Neuseeland recht erfolgreich war, blieb dieser zurück. Er wurde durch Matej Satanc ersetzt. Mit Herman „Shred“ Li kam ein zweiter Gitarrist hinzu. 1999 erschien das Album The Fire and the Wind, das den Stil des 1996er Albums Stormblade weiterführte, jedoch wesentlich technischer klang. Nach der EP Demons of the Night löste sich die Gruppe auf.
Matey Setic, Herman Li und Sam Totman gründeten schließlich noch im gleichen Jahr DragonHeart, die später als DragonForce bekannt wurden.

## Image und Kontroverse
Bereits als Black-Metal-Band gab sich die Gruppe ein kontroverses Image. So sind die Bandmitglieder auf dem Debüt mit Corpsepaint inmitten einiger nackter Frauen zu sehen. Diese setzten sich aus Groupies und Freundinnen zusammen. Die Texte behandeln überwiegend satanische Themen. Nachdem die Gruppe vom Black Metal weitestgehend genug hatte, wandte sie sich eher einem Party-Image zu, wobei sie derbe Provokationen einsetzten. So war auf Stormblade  einer der Liedtitel Niggerslut. Auf der Zweitpressung des Albums wurde dieser von Osmose Productions auf N…Slut verkürzt. Der Titel Hatred Is Purity enthielt die Textzeile „white man stand up for your race“. Auf The Fire and the Wind lautet eine Textzeile „Hitler Metal – Sieg Heil“. Mit den kontroversen Textzeilen konfrontiert, verwies die Gruppe auf die asiatischen Wurzeln von Herman Li und Sam Totmans Maori-Abstammung oder taten die Aussagen schlicht als lächerlichen Unsinn ab.
Die Band spielte selten live, da sie kaum Möglichkeiten zum Proben hatten. Außerdem war Lindsay Dawson ein schlechter Bassist, so dass bei den Live-Auftritten mit Diccon Harper ein Session-Mitglied verpflichtet werden musste. 1997 beteiligten sie sich an der World Domination Tour III mit Bewitched, Dark Tranquillity und Enslaved.

## Diskografie

### Demos
- Rehearsal ’93 (1993)
- The Birth of Diabolic Blood (1994)

### Singles und EPs
- Moonblood (1994)
- Demons of the Night (1999)

### Alben
- Prepare for War (1994)
- Stormblade (1996)
- The Fire and the Wind (1999)